# کلهودشت بالا
کلهودشت بالا، روستایی است از توابع بخش مرکزی شهرستان بابل در استان مازندران ایران.این روستای قدیمی از یه سمت به شهرستان قایمشهر و ازیه سمت دیگر به شهرستانهای سیمرغ و بابل متصل میباشد. روستای کوچک و آرام که محلی پر از آرامش و صلح وصفا میباشد. شغل اصلي مردم روستا كشاورزي و باغداري ميباشد.

## جمعیت
این روستا در دهستان فیضیه قرار دارد و براساس سرشماری مرکز آمار ایران در سال ۱۳۸۵، جمعیت آن ۱۴۶ نفر (۳۹خانوار) بوده‌است.